# Condado de Seminole (Georgia)
El condado de Seminole (en inglés: Seminole County), fundado en 1920, es uno de 159 condados del estado estadounidense de Georgia. En el año 2006, el condado tenía una población de 9369 habitantes y una densidad poblacional de 15 personas por km². La sede del condado es Donalsonville. Recibe su nombre de la tribu semínola.

## Geografía
Según la Oficina del Censo, el condado tiene un área total de 664 km² (256,4 mi²), de la cual 617 km² (238,2 mi²) es tierra y 48 km² (18,5 mi²) (7.22%) es agua.

### Condados adyacentes
- Condado de Miller (noreste)
- Condado de Decatur (este)
- Condado de Jackson (Florida) (suroeste)
- Condado de Houston (Alabama) (suroeste)
- Condado de Early (norte-noroeste)

## Demografía
Según el censo de 2000, había 9369 personas, 3573 hogares y 2597 familias residiendo en la localidad. La densidad de población era de 15 hab./km². Había 4742 viviendas con una densidad media de 8 viviendas/km². El 61.75% de los habitantes eran blancos, el 34.66% afroamericanos, el 0.18% amerindios, el 0.18% asiáticos, el 0.01% isleños del Pacífico, el 2.79% de otras razas y el 0.45% pertenecía a dos o más razas. El 3.70% de la población eran hispanos o latinos de cualquier raza.
Los ingresos medios por hogar en la localidad eran de $27 094, y los ingresos medios por familia eran $33 221. Los hombres tenían unos ingresos medios de $25 909 frente a los $20 194 para las mujeres. La renta per cápita para el condado era de $14 635. Alrededor del 23.20% de la población estaban por debajo del umbral de pobreza.

## Transporte

### Principales carreteras
- U.S. Route 84
- SR 38
- SR 39
- SR 16
- SR 45
- SR 91
- SR 253
- SR 285
- SR 374

## Localidades
- Donalsonville
- Iron City